# اندیس کرومیت سبز پوشان
کرومیت سبز پوشان یک اندیس فلزی است که در حوالی شهر چهل کوره استان سیستان و بلوچستان قرار دارد و مادهٔ معدنی موجود در آن، کرومیت است.سنگ میزبان این اندیس پریدوتیتهای تکتو نیزه و آلتره است و دیرینگی آن به دوران کرتاسه بالایی می‌رسد. 